# Sistema Automático de Identificación Dactilar
El Sistema Automático de Identificación Dactilar (SAID); (por sus siglas en inglés: IAFIS) es la identificación de huella dactilar automatizada nacional y el sistema de historial criminal mantenido por el Buro Federal de investigación (FBI, por sus siglas en inglés). AFIS proporciona capacidades de búsqueda de huellas dactilares latentes automatizados, capacidad de búsqueda latente, almacenamiento de imágenes digitales y el intercambio electrónico de huellas dactilares y respuestas. AFIS alberga las huellas digitales y antecedentes penales de 70 millones de sujetos en el archivo criminal maestro, 31 millones de impresiones de huellas digitales de civiles y 73.000 terroristas conocidos y sospechosos procesados por los EE. UU. o por organismos policiacos internacionales.
La verificación de antecedentes en los empleos y las compras de armas de fuego legítimas obliga a los ciudadanos a ser registrados de forma permanente en el sistema. Por ejemplo, los mandatos del Estado de Washington obligan a todos los solicitantes de empleo en un contexto hospitalario que alberga niños vulnerables (como los niños con problemas mentales, físicos o emocionalmente enfermos) se registran las huellas digitales y son ingresados al AFIS como parte de su revisión de antecedentes con el fin de determinar si el solicitante tiene ningún registro del comportamiento criminal.
Las huellas dactilares son enviadas voluntariamente por el FBI local, estatal y agencias policíacas federales. Estos organismos adquieran las huellas dactilares a través de arrestos criminales o procedentes de fuentes no penales, como la verificación de antecedentes de empleo y el programa US-VISIT. El FBI luego cataloga las huellas digitales junto con los antecedentes penales vinculados con el tema.
Las fuerzas del orden pueden entonces solicitar una búsqueda en AFIS para identificar la escena del crimen huellas dactilares (latentes) obtenidos durante las investigaciones criminales. búsquedas civiles también se llevan a cabo, pero el FBI cobra una pequeña cuota y el tiempo de respuesta es más lenta.
El FBI ha anunciado planes para reemplazar AFIS con un sistema de identificación de nueva Generación, desarrollado por Lockheed Martin en asociación con Safran.

## Tecnología
El dispositivo que se utiliza para la lectura de las huellas dactilares en el AFIS se llama LiveScan. El proceso de obtención de las impresiones a modo de LiveScan emplea huellas de rodadura o la colocación de impresiones planas sobre una placa de vidrio por encima de una unidad de la cámara. El proceso de obtención de impresiones mediante la colocación de una tarjeta de diez huellas (huellas tomadas usando tinta) en un escáner de superficie plana o de alta velocidad se llama CardScan (u ocasionalmente DeadScan). Además de estos dispositivos, hay otros dispositivos para capturar las impresiones de la escena del crimen, así como los dispositivos (tanto alámbricas e inalámbricas) para capturar una o dos impresiones dactilares en tiempo real. El método más común de adquisición de imágenes de huellas dactilares sigue siendo la forma de la almohadilla de tinta y papel barato. formas de exploración ( "tarjetas de huellas digitales") con un AFIS forense cumple con las normas establecidas por el FBI y el Instituto Nacional de Estándares y Tecnología (NIST).
Para que coincida con una impresión, un técnico escanea la huella digital en la impresión en cuestión, y algoritmos informáticos se utilizan para marcar todos los puntos en las minucias, de los machos y los deltas detectadas en la impresión. En algunos sistemas, se permite que el técnico lleve a cabo una revisión de los puntos que ha detectado el software, y se somete el conjunto de características a un uno-a-muchas (1: N) Búsquedas. Los mejores sistemas comerciales proporcionan el procesamiento y búsqueda de las funciones de impresión totalmente automatizados. El procesador de imagen de la huella generalmente asigna una "medida de calidad" que indica si la impresión es aceptable para la búsqueda.

## Velocidad
El tiempo medio de respuesta para una presentación electrónica de huellas digitales penales es de unos 27 minutos, mientras que las comunicaciones electrónicas civiles son procesados dentro de una hora y 12 minutos. AFIS procesó más de 61 millones de impresiones en paquetes de 10 huellas durante el año fiscal 2010.

## Cultura popular
En las series de televisión forense como CSI: Crime Scene Investigation, los investigadores a menudo cotejan las huellas dactilares con la base de datos AFIS.
- En el programa de televisión NCIS, Abby Sciuto utiliza la base de datos AFIS para el equipo de NCIS.
- En el programa de televisión Dexter Temporada 7 Episodio 1 Dexter utiliza el AFIS para poner a prueba las huellas de la mujer en el maletero del coche.
- En el programa de televisión Person of Interest en la temporada 1 episodio 18 Donnelly utiliza el AFIS para cotejar las huellas digitales de John a los delitos anteriores en Nueva York.